# Bảo tàng Gia đình Estreicher, Những mất mát về Văn hóa và Đền bù ở Kraków
Bảo tàng Gia đình Estreicher, Những mất mát về Văn hóa và Đền bù ở Kraków (tiếng Ba Lan: Muzeum Rodu Estreicherów, Strat Kultury i Rewindykacji w Krakowie) là một bảo tàng tọa lạc tại số 15 Phố Sarnie Uroczysko, Kraków, Ba Lan. Bảo tàng là một trong ba chi nhánh bảo tàng của Hội những người bạn Mỹ thuật Kraków. Trụ sở của Bảo tàng là căn biệt thự "Nowa Estreicherówka" của Giáo sư Charles Estreicher Jr.. Biệt thự này đã được đưa vào sổ đăng ký di tích vào năm 1974 với số hiệu A-568.

## Lược sử hình thành
Biệt thự "Nowa Estreicherówka" do kiến trúc sư Józef Gałęzowski thiết kế. Biệt thự này được xây dựng ở Ojców rồi được vận chuyển và tái thiết tại Sarnie Uroczysko ở Kraków vào các năm 1946-1948. Giáo sư Karol Estreicher Jr và vợ là Teresa Lasocka-Estreicher sống ở ngôi biệt thự này từ năm 1948 cho đến khi giáo sư qua đời vào năm 1984. Năm 1980, quyền sở hữu tòa biệt thự được trao cho Hội những người bạn Mỹ thuật Kraków. Từ năm 1984, biệt thự không có người ở và trở nên xuống cấp. Trong giai đoạn 2005-2009, Hội tiến hành một cuộc đại tu bổ cho căn biệt thự để làm trụ sở cho Bảo tàng. Thành quả là Bảo tàng Gia đình Estreicher, Những mất mát về Văn hóa và Đền bù ở Krakow chính thức mở cửa đón công chúng vào năm 2009.